# Else Zeuthen
Else Marie Zeuthen (født Bengtsson 10. oktober 1897 i Frederiksberg, død 27. december 1975 i Rungsted) var en dansk freds- og kvindesagssaktivitisk og politiker for Det Radikale Venstre. Hun var medlem af Folketinget 1953-1960, formand for Kvindernes Internationale Liga for Fred og Frihed 1941-53, og formand for ligaens internationale organisation, Women’s International League for Peace and Freedom, 1956-65. Hun blev i 1924 gift med professor og økonom Frederik Zeuthen.

## Opvækst og uddannelse
Else Zeuthen var datter af Svend Otto Bengtsson som var lærer, og Elise Marie Lassen. Hun blev student fra pigeskolen Marie Kruses Skole i 1915 og studerede engelsk på Københavns Universitet. Hun var på et studieophold i Oxford i 1920, og blev magister i engelsk i 1921. Hun var derefter manuduktør og fra 1929 til 1935 undervisningsassistent ved Københavns Universitet.